# The Lone Stranger and Porky
The Lone Stranger and Porky est un cartoon, réalisé par Bob Clampett et sorti en 1939, qui met en scène Porky Pig.